# Ernst Kaltenbrunner
Ernst Kaltenbrunner (født 4. oktober 1903 i Østrig, død 16. oktober 1946 i Nürnberg, Tyskland) var politichef fra 1932-1945.

## Biografi
Han blev født i Ried im Innkreis i Østrig som søn af advokat Hugo Kaltenbrunner og Therese K.
I skolen lærte han sin senere undergivne Adolf Eichmann at kende.
Efter gymnasiet studerede han retsvidenskab og blev cand. jur. i 1926. I studietiden tilsluttede han sig østrigske paramilitære grupper, men hans mål var Østrigs forening med Tyskland, og derfor tilsluttede han sig i 1930 det tyske NSDAP, og i 1931 gik han ind i SS.
Ernst Kaltenbrunner blev gift med Elisabeth Eder i 1934.
Efter Anschluss i 1938 blev han udnævnt til Höhere SS-und Polizeiführer i Østrig.

## Anden verdenskrig
I 1942 blev Kaltenbrunner udnævnt til SS-Obergruppenführer og af Heinrich Himmler indkaldt til Wannsee-konferencen, hvor Holocaust besluttedes. Der var enighed om at indføre gaskamre i udryddelseslejrene. Kaltenbrunner blev udnævnt til øverstbefalende for Endlösung (den endelige løsning på jødeproblemet), og det var han til 1945.
I 1943 blev han øverste chef for sikkerhedspolitiet og SD, sikkerhedstjenesten.
Han var særdeles aktiv i forfølgelsen af deltagerne i attentatet på Hitler den 20. juli 1944.
I februar 1945 indgik den svenske grev Folke Bernadotte en aftale med Himmler om, at danske og norske koncentrationslejrfanger skulle samles i lejren Neuengamme ved Hamburg og hentes af svenskerne. Himmlers motiv var et håb om gennem svenskerne at opnå kontakt med general Eisenhower for at indgå en separat våbenhvile i vest, sådan at vestmagterne med Tyskland kunne gå til angreb på Sovjetunionen. Kaltenbrunner blev rasende over dette forræderi mod Hitler og skræmt over, at udenlandsk Røde Kors nu ville få tilgang til de tyske koncentrationslejre. Hidtil havde de kun set nøje udvalgte dele af koncentrationslejren Theresienstadt. Nu gjaldt det om i hast at få skandinaverne sendt til Neuengamme, så svenskerne så mindst muligt af, hvad der foregik i lejrene. Den tyske udenrigsminister Joachim von Ribbentrop havde underrettet Bernadotte om, at svenskerne selv måtte klare fangetransporten ud af Tyskland, og svenskerne begyndte i al hast i Skåne at samle frivillige mandskaber og militære busser, De hvide busser. Men 1. marts gav den tyske forhandlingsleder svenskerne besked om, at fangerne var på vej med tog, via lejrene Buchenwald og Neuengamme. Det var Kaltenbrunner, der saboterede Himmlers plan, så godt han formåede. Samme dag fik danske og norske fanger i Buchenwald besked om at melde sig på appelpladsen til afhentning med et tog, der brugte henved en uge på at få dem frem til Neuengamme.
Kaltenbrunner blev taget til fange af amerikanerne i 1945, men havde fjernet sine distinktioner og medaljer og udgav sig for at være læge. Han blev afsløret ved et rent tilfælde, da hans elskerinde fik øje på ham, da han blev ført forbi sammen med en gruppe fanger, og råbte hans navn.
Hans eneste gode gerning ser ud til at være foretaget 3. maj, da han gav grønt lys for at redde de stjålne kunstskatte, Hitler havde fået gemt i saltminerne ved Altaussee i Steiermark. Den lokale Gauleiter, August Eigruber, havde modsat sig fjernelsen af de anbragte sprængladninger og erklærede, at han personligt ville "kaste granater ned i minerne", hvis krigen var tabt, så alle de uerstattelige kunstværker gik tabt. Minearbejder og aktiv nazist Alois Raudaschl vidste, at Kaltenbrunner var opvokset i området og nu var på vej dertil. Raudaschl fik ordnet et møde hos en fælles ven, og Kaltenbrunner erklærede sig enig i, at hverken kunstværkerne eller minearbejdernes levebrød burde ødelægges. Samme aften begyndte minearbejderne at klargøre seks tons sprængstof, 386 fænghætter og 502 forsinkelseskoblinger, så de ville spærre de 137 mineindgange og sikre kunstværkerne. Det var en tyve timers operation under ledelse af ingeniør Otto Högler, der blev truet på livet. Kaltenbrunner reagerede på truslen mod Högler med at ringe Eigruber op og få ham på andre tanker. Ved daggry 5. maj kunne Högler og direktøren for saltminerne, Erich Pöchmüller, ånde lettet op, da sprænglegemerne blev udløst, og de 137 miner forseglet. Med rygdækning fra Kaltenbrunner havde de to mænd reddet Michelangelos Madonna fra Brugge, Jan van Eycks altertavle fra Gent, Jan Vermeers Astronomen  og utallige andre kunstværker.

## Nürnberg-processen
Under Nürnberg-processen, hvor han i øvrigt blev undgået af de øvrige anklagede, blev han kendt skyldig i to af fire anklagepunkter:
- Krigsforbrydelser.
- Forbrydelser mod menneskeheden.

Ernst Kaltenbrunner blev dømt til døden ved hængning, og dommen blev eksekveret den 16. oktober 1946. Hans sidste ord var: "Tyskland – held og lykke!" Han blev 43 år.